# Britt Strandberg
Britt Marianne Strandberg (Hennan, 31 maart 1934) is een voormalig Zweeds langlaufster. 

## Carrière
Strandberg behaalde haar grootste successen in de estafette, individueel was de vierde plaats op de 10 kilometer tijdens de Olympische Winterspelen 1964 haar beste prestatie. Strandberg won tijdens haar deelnames aan de Olympische Winterspelen eenmaal goud in 1960 en de twee daaropvolgende edities de zilveren medaille op de estafette.

## Belangrijkste resultaten

### Olympische Winterspelen
| Editie | Plaats       | Resultaten                       |
| ------ | ------------ | -------------------------------- |
| 1960   | Squaw Valley | 10e 10 km · estafette            |
| 1964   | Innsbruck    | 11e 5 km · 4e 10 km · estafette  |
| 1968   | Grenoble     | 15e 5 km · 15e 10 km · estafette |

### Wereldkampioenschappen langlaufen
| Jaar | Plaats       | Resultaten                       |
| ---- | ------------ | -------------------------------- |
| 1960 | Squaw Valley | 10e 10 km · estafette            |
| 1962 | Zakopane     | estafette                        |
| 1964 | Innsbruck    | 11e 5 km · 4e 10 km · estafette  |
| 1966 | Oslo         | estafette                        |
| 1968 | Grenoble     | 15e 5 km · 15e 10 km · estafette |